# Saint-Jean-en-Royans
Pour les articles homonymes, voir Saint-Jean.
Saint-Jean-en-Royans est une commune française située dans le département de la Drôme, en région Auvergne-Rhône-Alpes.

## Géographie
La commune, traversée par le 45e parallèle nord, est de ce fait située à égale distance du pôle Nord et de l'équateur terrestre (environ 5 000 km).

### Localisation
Saint-Jean-en-Royans est à 30 km à l'est de Romans-sur-Isère. Comme son nom l'indique, elle est située dans le Royans.

### Relief et géologie
Sites particuliers :
- la Combe Laval[1] ;
- le col de la Machine[1] ;
- le col de l'Écharasson.

#### Géologie
La commune possède des gisements de marbre.

### Hydrographie
La commune est arrosée par :
- la Lyonne, sous-affluent du Rhône par la Bourne et l'Isère ;
- la Maldina, qui se jette dans la Lyonne à la hauteur du camping municipal des bords de la Lyonne.

### Climat
Pour des articles plus généraux, voir Climat d'Auvergne-Rhône-Alpes et Climat de la Drôme.
En 2010, le climat de la commune est de type climat méditerranéen altéré, selon une étude du Centre national de la recherche scientifique s'appuyant sur une série de données couvrant la période 1971-2000. En 2020, Météo-France publie une typologie des climats de la France métropolitaine dans laquelle la commune est exposée à un climat de montagne ou de marges de montagne et est dans la région climatique  Alpes du nord, caractérisée par une pluviométrie annuelle de 1 200 à 1 500 mm, irrégulièrement répartie en été. 
Pour la période 1971-2000, la température annuelle moyenne est de 12,4 °C, avec une amplitude thermique annuelle de 17,8 °C. Le cumul annuel moyen de précipitations est de 1 062 mm, avec 8,7 jours de précipitations en janvier et 5,9 jours en juillet. Pour la période 1991-2020, la température moyenne annuelle observée sur la station météorologique installée sur la commune est de 12,3 °C et le cumul annuel moyen de précipitations est de 1 136,1 mm,. Pour l'avenir, les paramètres climatiques de la commune estimés pour 2050 selon différents scénarios d'émission de gaz à effet de serre sont consultables sur un site dédié publié par Météo-France en novembre 2022.
| Mois                                  | jan.             | fév.           | mars            | avril           | mai           | juin          | jui.          | août          | sep.          | oct.            | nov.             | déc.             | année      |
| ------------------------------------- | ---------------- | -------------- | --------------- | --------------- | ------------- | ------------- | ------------- | ------------- | ------------- | --------------- | ---------------- | ---------------- | ---------- |
| Température minimale moyenne (°C)     | −0,1             | 0,1            | 2,8             | 5,4             | 9,2           | 12,7          | 14,6          | 14,4          | 11,1          | 8               | 3,6              | 0,6              | 6,9        |
| Température moyenne (°C)              | 3,6              | 4,6            | 8,4             | 11,5            | 15,4          | 19,2          | 21,5          | 21,3          | 17,1          | 13              | 7,6              | 4,2              | 12,3       |
| Température maximale moyenne (°C)     | 7,4              | 9,2            | 14              | 17,5            | 21,6          | 25,7          | 28,5          | 28,1          | 23            | 18              | 11,6             | 7,8              | 17,7       |
| Record de froid (°C) date du record   | −19,8 07.01.1985 | −19 11.02.1956 | −15,3 01.03.05  | −4,5 07.04.1956 | −1 11.05.1949 | 1 01.06.1949  | 6 11.07.1953  | 5 18.08.1951  | 0 21.09.1952  | −4 31.10.1950   | −11,5 23.11.1988 | −16,7 25.12.1962 | −19,8 1985 |
| Record de chaleur (°C) date du record | 20,2 10.01.15    | 22,6 23.02.20  | 25,4 25.03.1994 | 30,2 28.04.12   | 32,5 21.05.22 | 38,4 22.06.03 | 40 02.07.1952 | 40,9 13.08.03 | 35 06.09.1949 | 29,8 03.10.1985 | 25 01.11.1968    | 20,7 17.12.1989  | 40,9 2003  |
| Précipitations (mm)                   | 75,3             | 64,5           | 73,6            | 101,1           | 114,4         | 90,7          | 89,3          | 85,5          | 115,5         | 126,9           | 124,4            | 74,9             | 1 136,1    |

## Urbanisme

### Typologie
Au 1er janvier 2024, Saint-Jean-en-Royans est catégorisée bourg rural, selon la nouvelle grille communale de densité à 7 niveaux définie par l'Insee en 2022.
Elle appartient à l'unité urbaine de Saint-Jean-en-Royans, une agglomération intra-départementale dont elle est ville-centre,. La commune est en outre hors attraction des villes,.

### Occupation des sols
L'occupation des sols de la commune, telle qu'elle ressort de la base de données européenne d’occupation biophysique des sols Corine Land Cover (CLC), est marquée par l'importance des forêts et milieux semi-naturels (59,4 % en 2018), une proportion sensiblement équivalente à celle de 1990 (59,6 %). La répartition détaillée en 2018 est la suivante : 
forêts (54,9 %), zones agricoles hétérogènes (17,4 %), prairies (11,6 %), zones urbanisées (5,9 %), terres arables (4,5 %), espaces ouverts, sans ou avec peu de végétation (2,3 %), milieux à végétation arbustive et/ou herbacée (2,1 %), zones industrielles ou commerciales et réseaux de communication (0,9 %), cultures permanentes (0,3 %). L'évolution de l’occupation des sols de la commune et de ses infrastructures peut être observée sur les différentes représentations cartographiques du territoire : la carte de Cassini (XVIIIe siècle), la carte d'état-major (1820-1866) et les cartes ou photos aériennes de l'IGN pour la période actuelle (1950 à aujourd'hui).

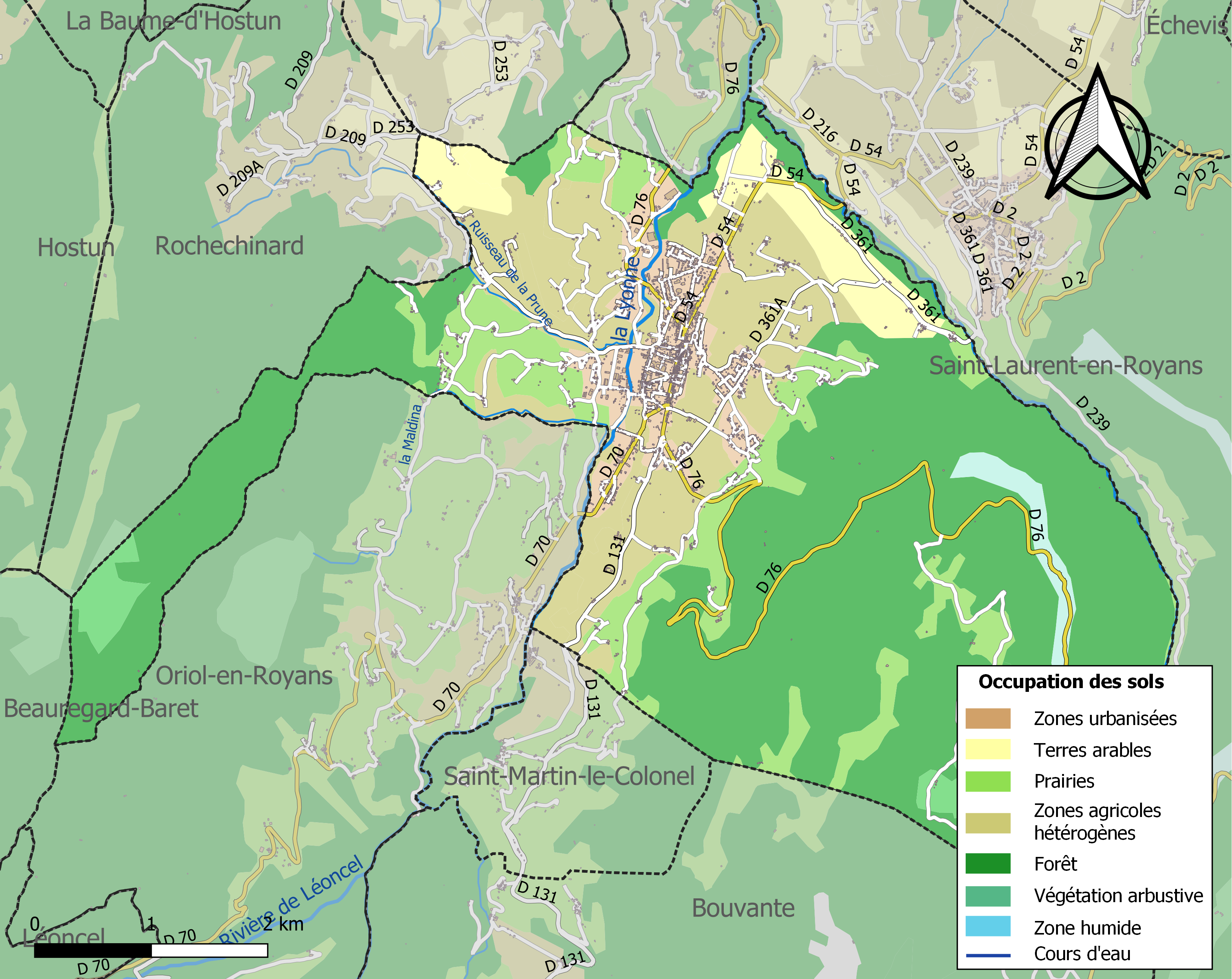
Carte des infrastructures et de l'occupation des sols de la commune en 2018 (CLC).

### Morphologie urbaine

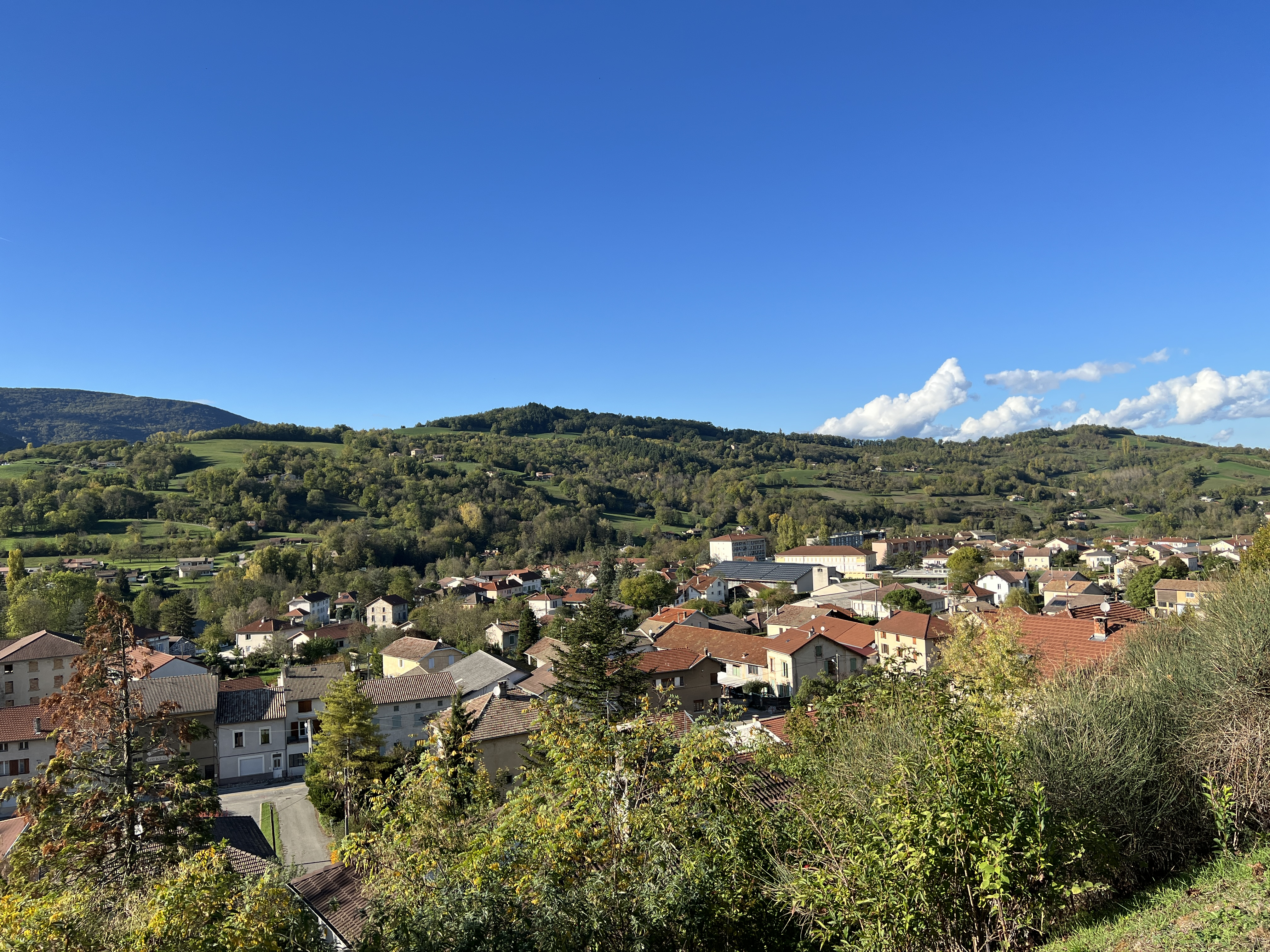
Vue depuis les hauteurs de la partie Nord du village de Saint Jean en Royans en Novembre 2022

#### Quartiers, hameaux et lieux-dits
Site Géoportail (carte IGN) :
- Abisset
- Aérodrome de Saint-Jean-en-Royans
- Alléobert
- Beaulieu
- Ferme Bougat
- Ferme Brandon
- Ferme Brichet
- Gauthier
- Maison Brun
- Maison Jourdan
- Maison Testou
- la Grande Buissière
- la Grange
- l'Ale
- l'Arod
- le Grand Brun
- le Petit Brun
- le Pont de la Dame
- les Abissets
- les Barons
- les Bérules
- les Bodins
- les Bonnets
- les Brochiers
- les Brudes
- les Caillats
- les Cas
- les Champey
- les Chaux
- les Chuilles
- les Coplets
- les Dodoux
- le Serre de l'Homme
- les Flandaines
- les Gamonds
- les Grands Pids
- les Lamberts
- les Larins
- les Lyons
- les Macaires
- les Marcels
- les Martourets
- les Merles
- les Mûres (zone d'activité)
- les Pègues
- les Poncets
- les Rapaillons
- les Rimets
- les Rois
- les Roussets
- les Sablons
- les Tabarins
- les Téziers
- les Tourelons
- Pids de Vignon
- Pirou
- Rollet
- Thuire
- Trabute
- Villemaigre

Anciens quartiers, hameaux et lieux-dits :
- les Allières est un hameau attesté en 1891[14].
- les Alliers est un hameau attesté en 1891[15].

### Voies de communication et transports
La commune dispose d'un petit aérodrome.

## Toponymie

### Attestations
Dictionnaire topographique du département de la Drôme :
- 1102 : mention du prieuré : prioratus Sancti Johannis (cartulaire de Léoncel, 44).
- 1118 : mention de l'église du prieuré : ecclesia Sancti Joannis de Royanc (archives des Bouches-du-Rhône, fonds de Chantelou).
- 1123 : mention de l'église du prieuré : ecclesia Sancti Johannis de Roiano (archives des Bouches-du-Rhône, fonds de Chantelou).
- 1152 : mention de l'église du prieuré : ecclesia Sancti Johannis de Roianno (archives des Bouches-du-Rhône, fonds de Chantelou).
- 1228 : mention du prieuré : prioratus Sancti Johannis de Roias (Hist. de l'abbaye de Montmajour, 101).
- 1230 : mention du prieuré : prioratus Sancti Johannis de Royans (Gall. christ, XVI, 207).
- 1248 : Sanctus Johannes de Roians (choix de documents, 2).
- XIIIe siècle : villa Sancti Johannis de Roins (archives des Bouches-du-Rhône, mss. de Chantelou).
- XIIIe siècle : mention du prieuré : monasterium Sancti Johannis de Royanis (Hist. de l'abbaye de Montmajour, 148).
- 1258 : mention du prieuré : prioratus Sancti Johannis de Roinnis (archives des Bouches-du-Rhône, mss. de Chantelou).
- 1503 : mention de la paroisse : cura Sancti Johannis in Royanis (archives de la Drôme, fonds de Malte).
- 1516 : mention du prieuré : prioratus Sancti Johannis in Royannis (rôle de décimes).
- 1555 : mention de la paroisse : parrochia Sancti Johannis in Royani (archives de la Drôme, fonds de Malte).
- 1576 : Sainct Jean de Royans (rôle de décimes).
- 1587 : Sainct Jehan de Roians (correspondance de Lesdiguières, III, 44).
- 1660 : Saint Jean en Rouyans (archives de la Drôme, fonds de Malte).
- 1789 : Saint Jean en Roians (Intr. sur les communautés).
- 1891 : Saint-Jean-en-Royans, commune, chef-lieu de canton de l'arrondissement de Valence.

## Histoire

### Protohistoire
Le territoire de la commune fait partie de celui de la tribu gauloise des Voconces.
Un trésor de 350 monnaies gauloises en argent du type « au cavalier », émises dans la vallée du Rhône de 75 à 51 avant notre ère fut découvert à Saint-Jean-en-Royans en 1856[réf. nécessaire].

### Antiquité: les Gallo-romains
Présence romaine.

### Du Moyen Âge à la Révolution
La commune de Saint Jean-en-Royans est née d'un prieuré fondé en l'an mil à l'emplacement de la cure et de l'église actuelles.

Les moines bénédictins, venus de l'abbaye de Montmajour d'Arles, furent sans doute les premiers défricheurs et cultivateurs de la vallée de la Lyonne. C'est autour de leurs bâtiments que se développa le village[réf. nécessaire].
La seigneurie : au point de vue féodal, Saint-Jean-en-Royans faisait partie du mandement de Saint-Nazaire-en-Royans et fut compris en 1712 dans le duché d'Hostun.
- Possession des dauphins puis, au XIIIe siècle, des évêques de Die[1].

L'église primitive fut détruite à deux reprises durant les guerres de Religion.
Démographie :
- 1688 : 500 chefs de famille.
- 1789 : 535 chefs de famille.

Avant 1790, Saint-Jean-en-Royans était une communauté de l'élection et subdélégation de Valence et du bailliage de Saint-Marcellin.

Elle formait une paroisse du diocèse de Die, dont l'église était celle d'un prieuré de l'ordre de Saint-Benoît (de la dépendance de l'abbaye de Montmajour-lès-Arles) existant dès 1100, uni vers le milieu du XVIIe siècle au couvent des Minimes de Bourg-de-Péage et dont le titulaire avait la collation de la cure et les dîmes de cette paroisse.

### De la Révolution à nos jours

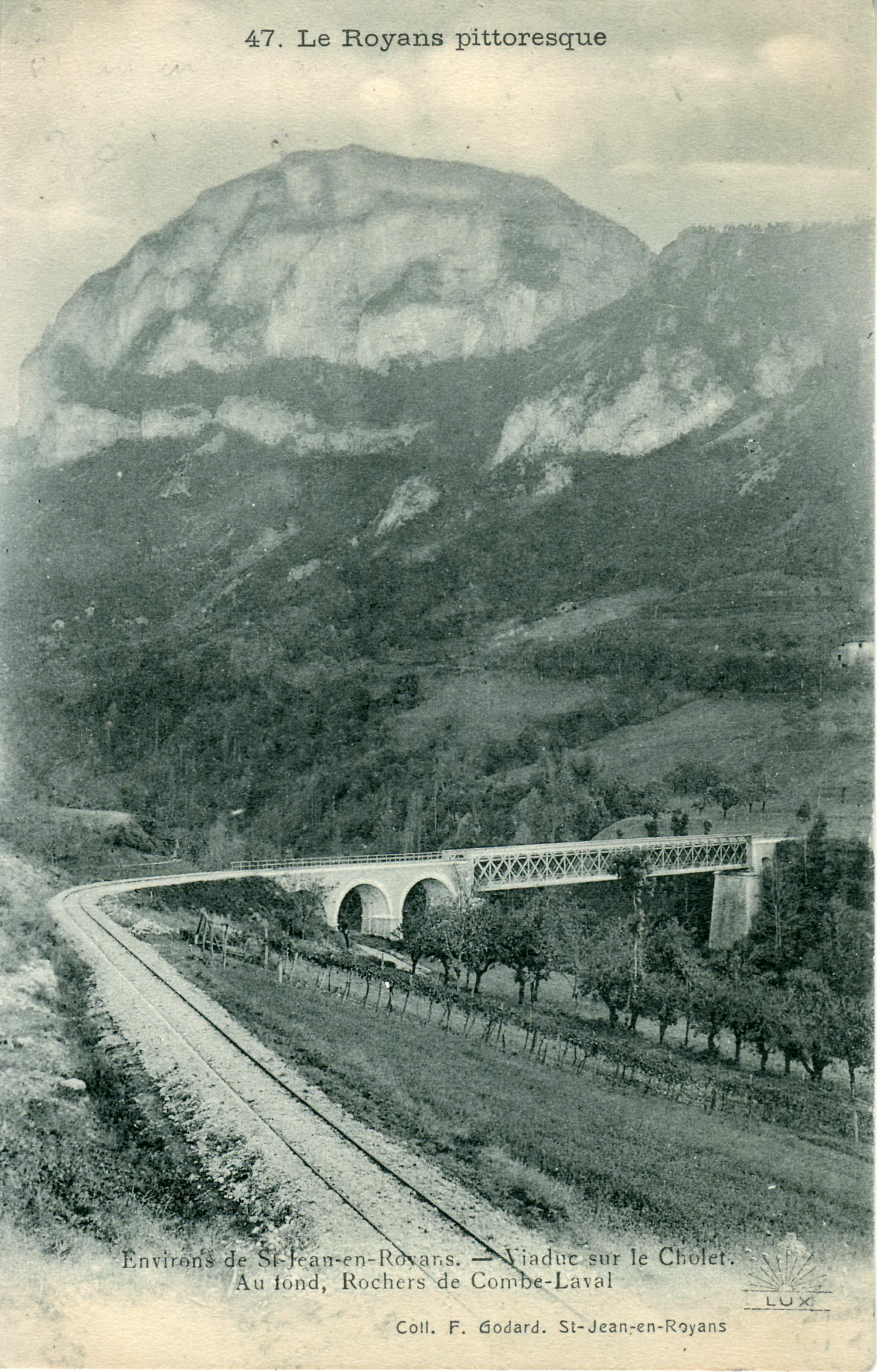
Environs de Saint-Jean-en-Royans : au premier plan la ligne de chemin de fer, au second plan, le viaduc sur le Cholet et, au fond, la combe Laval.

En 1790, Saint-Jean-en-Royans devient le chef-lieu d'un canton du district de Valence, comprenant les municipalités d'Échevis, la Motte-Fanjas, Rochechinard, Sainte-Eulalie, Saint-Jean-en-Royans, Saint-Laurent-en-Royans et Saint-Thomas. La réorganisation de l'an VIII (1799-1800) y ajouta les communes de Bouvante, d'Oriol-en-Royans et de Saint-Martin-le-Colonel.
En 1854, le canton comprend la commune de Léoncel (distraite de celles d'Oriol-en-Royans, du Chaffal et de Châteaudouble).
De 1901 à 1932, la ligne de chemin de fer secondaire des chemins de fer départementaux de la Drôme reliait la commune à celles de Bourg-de-Péage et de Pont-en-Royans[réf. nécessaire].

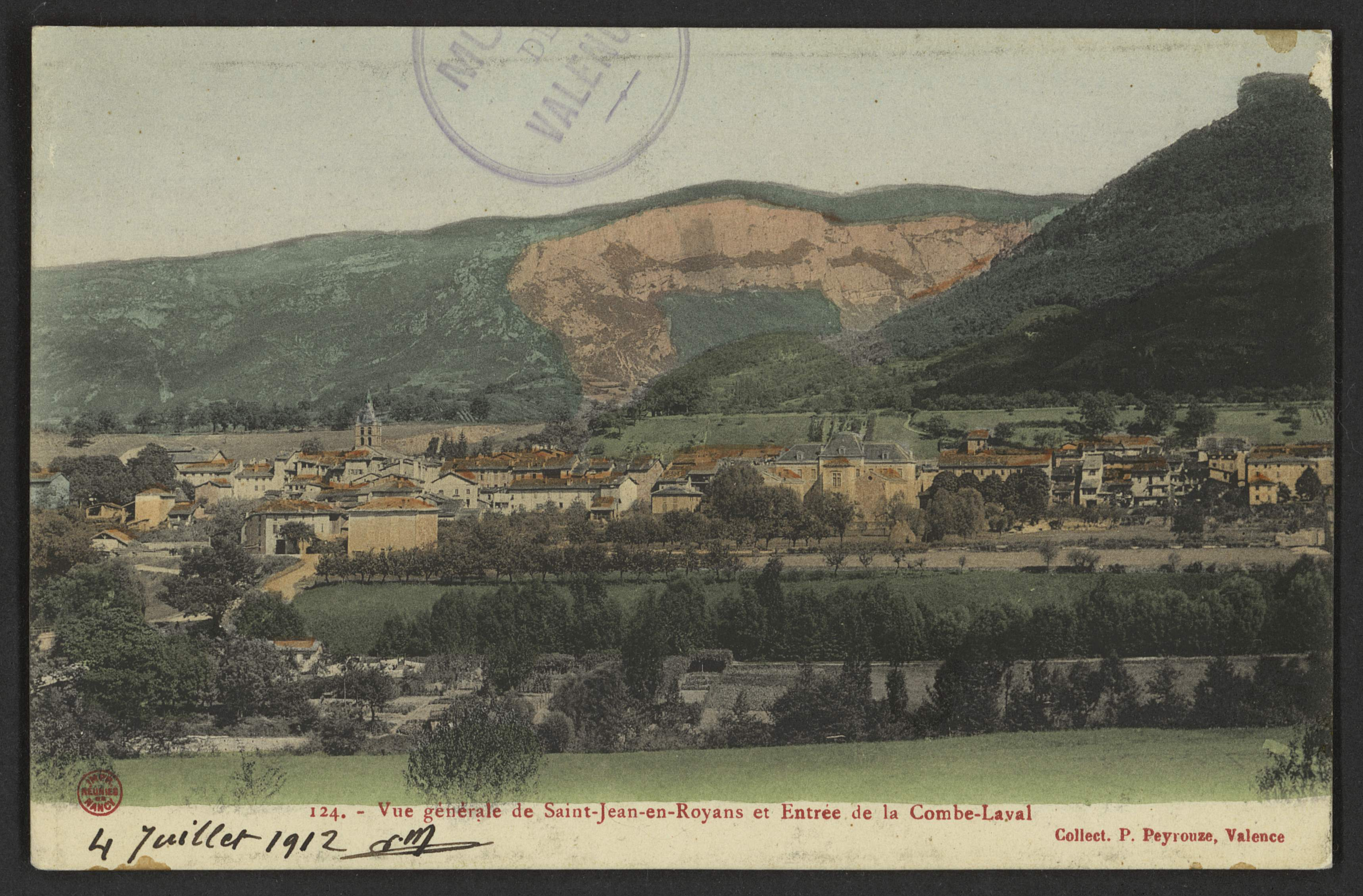
Saint-Jean-en-Royans et entrée de la Combe-Laval.
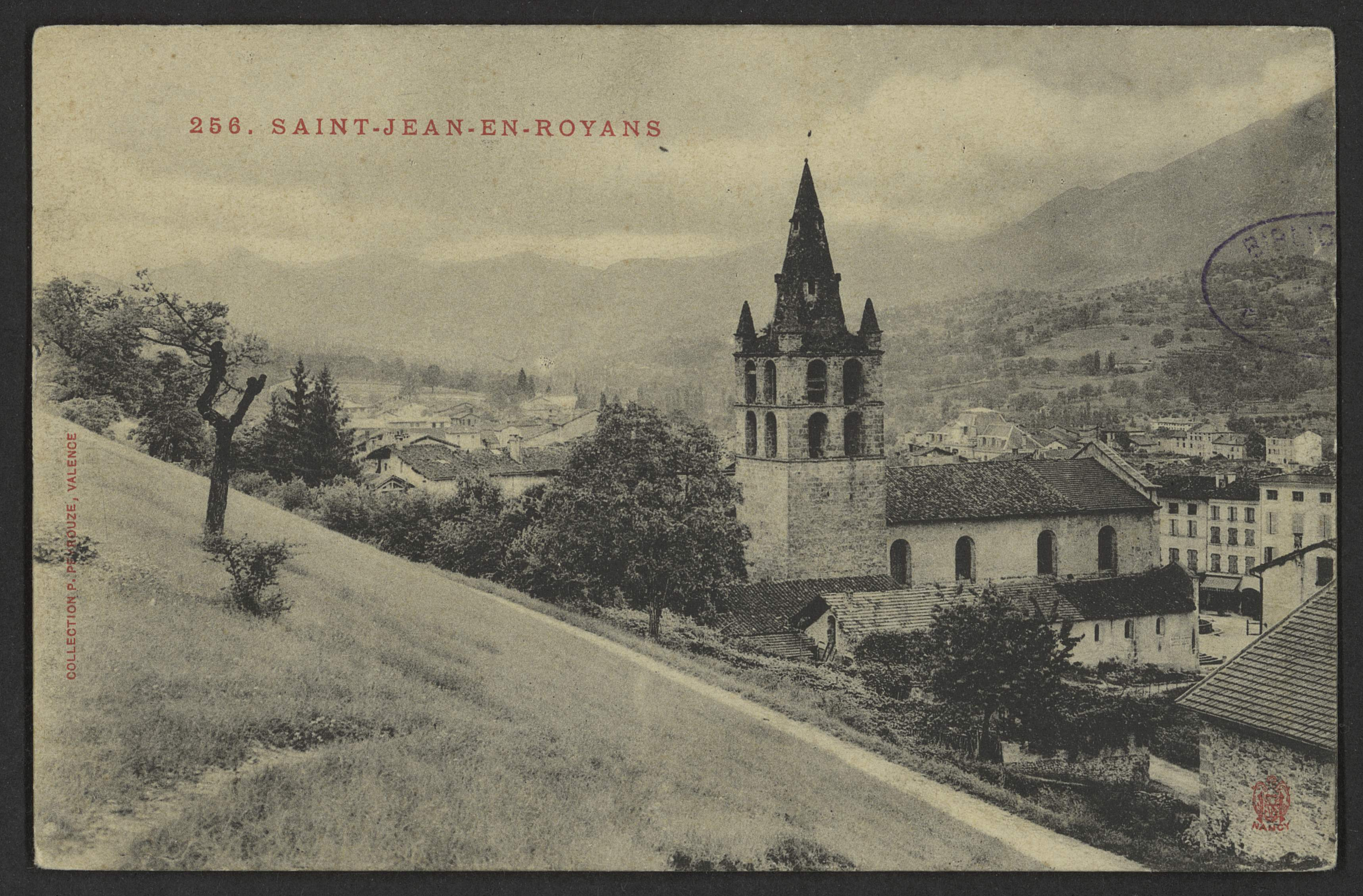
Vue générale.
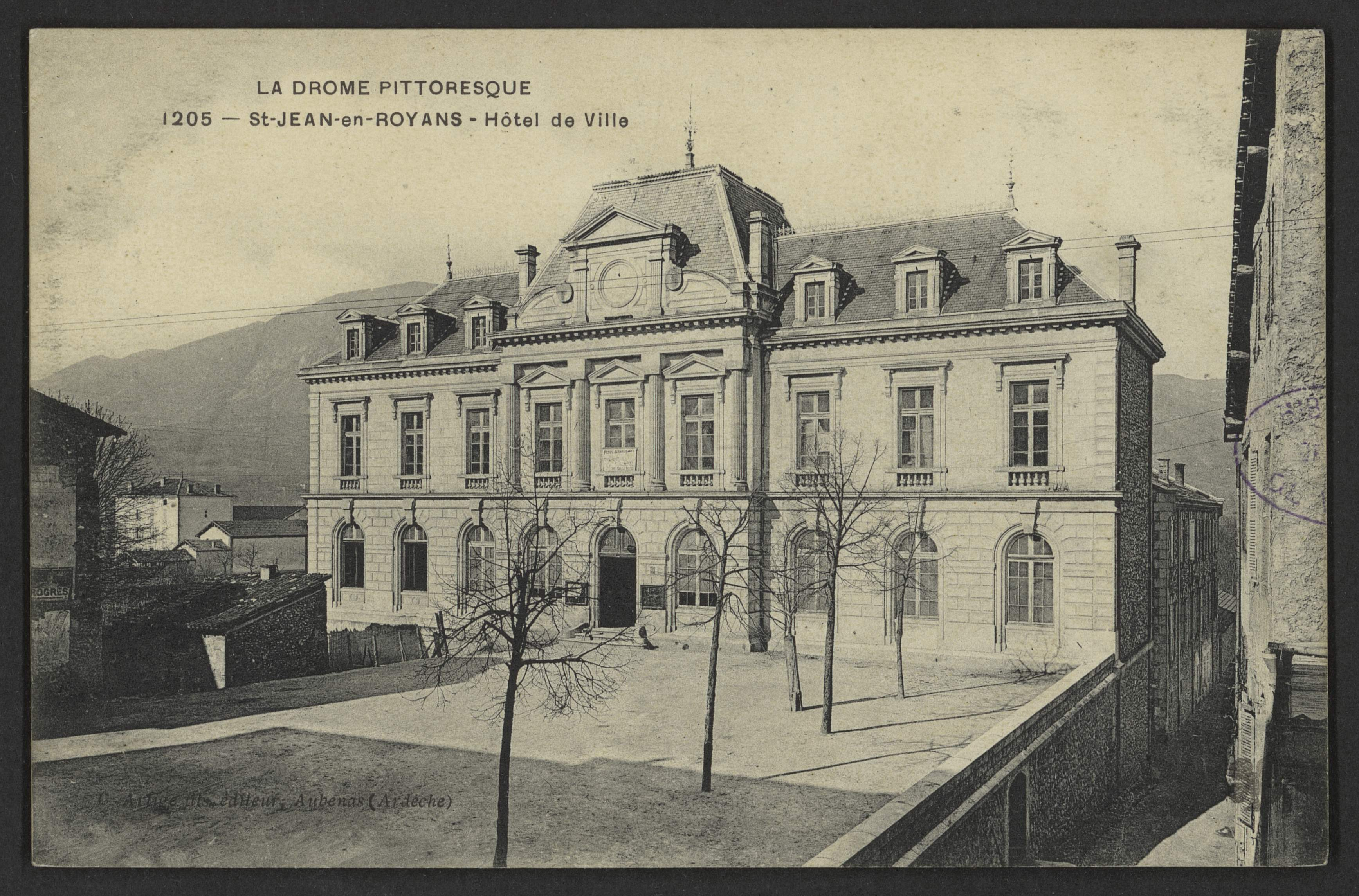
La mairie.
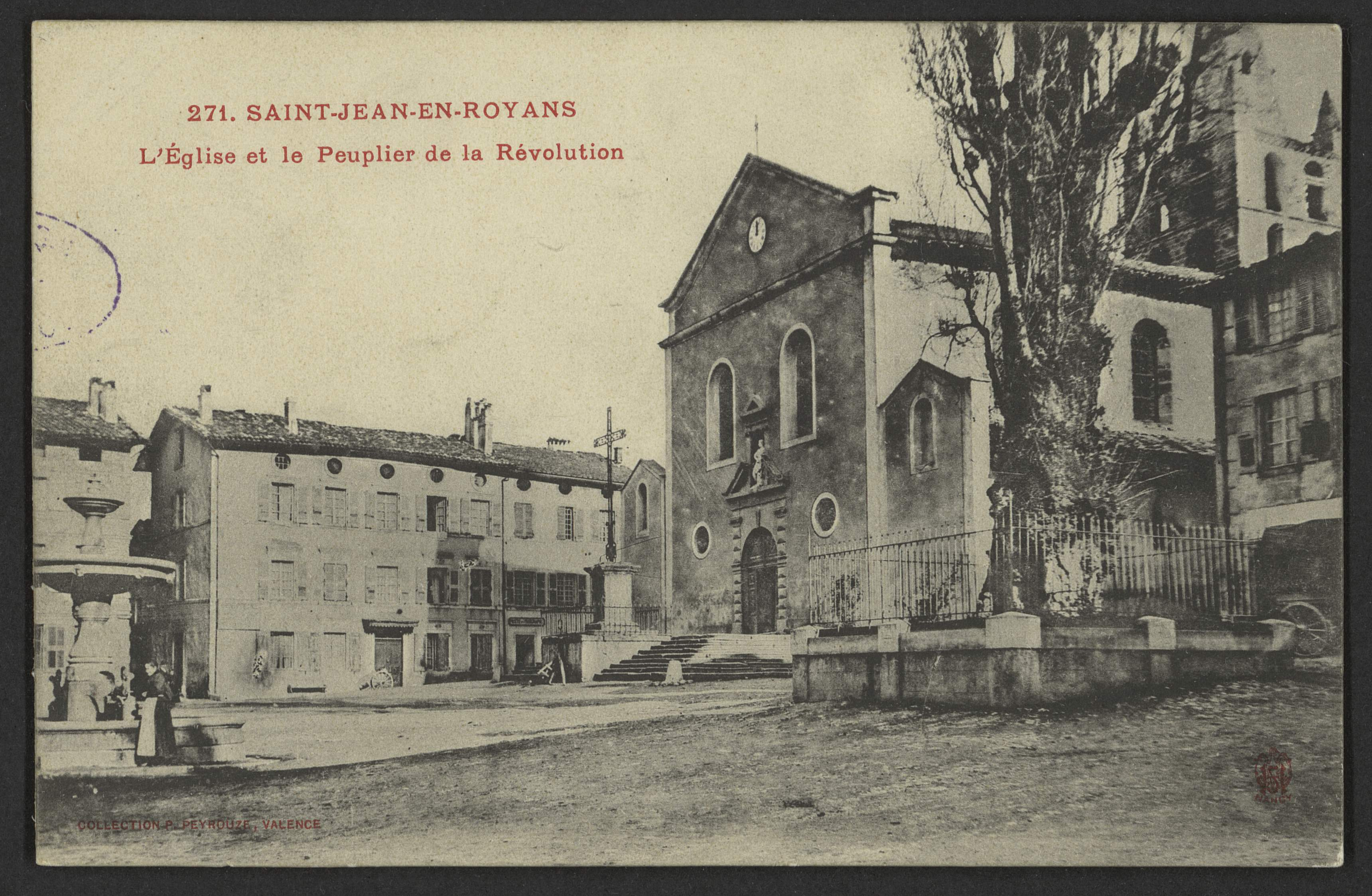
L'église et le peuplier de la Révolution.
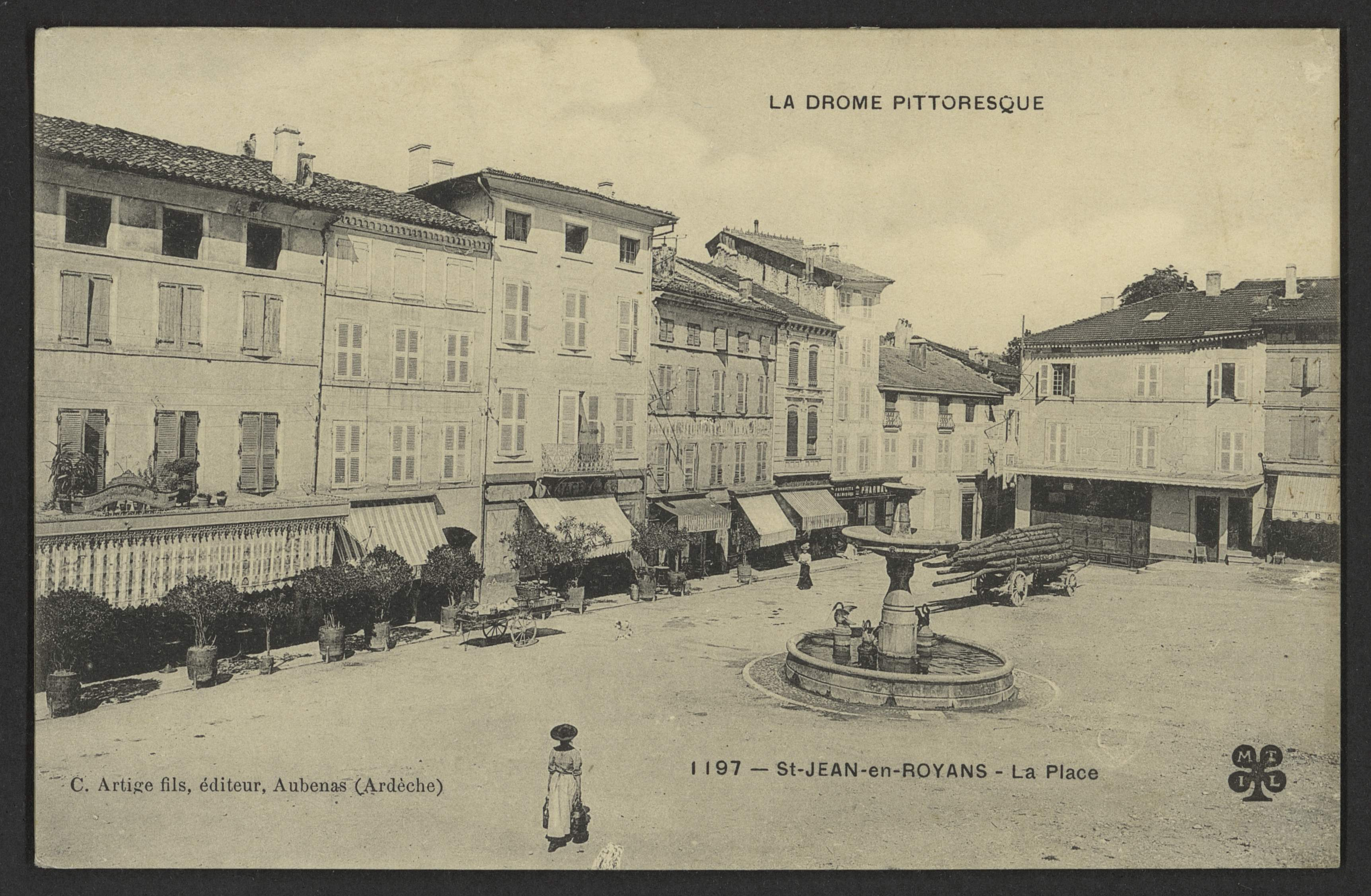
La place.
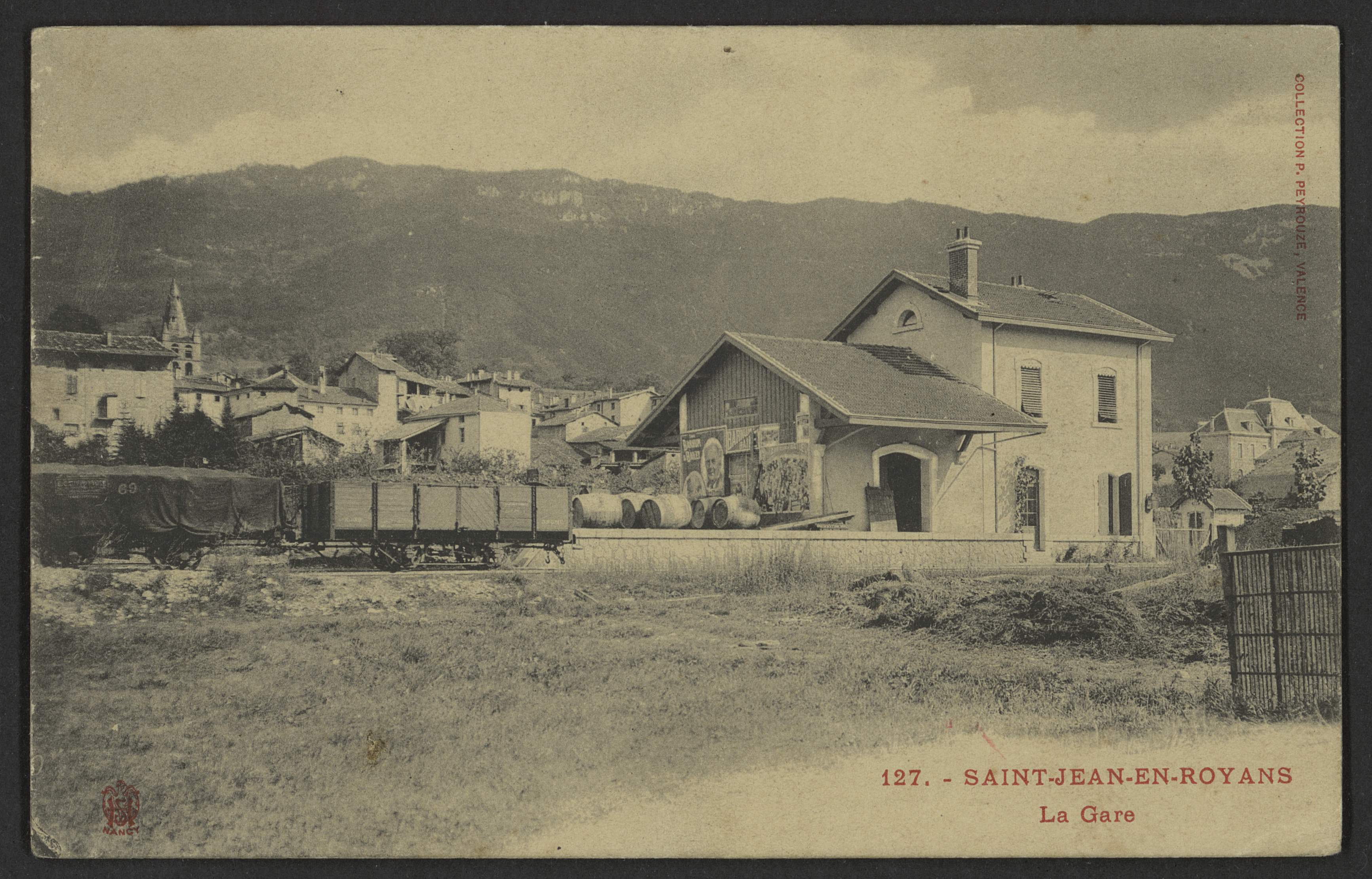
La gare.
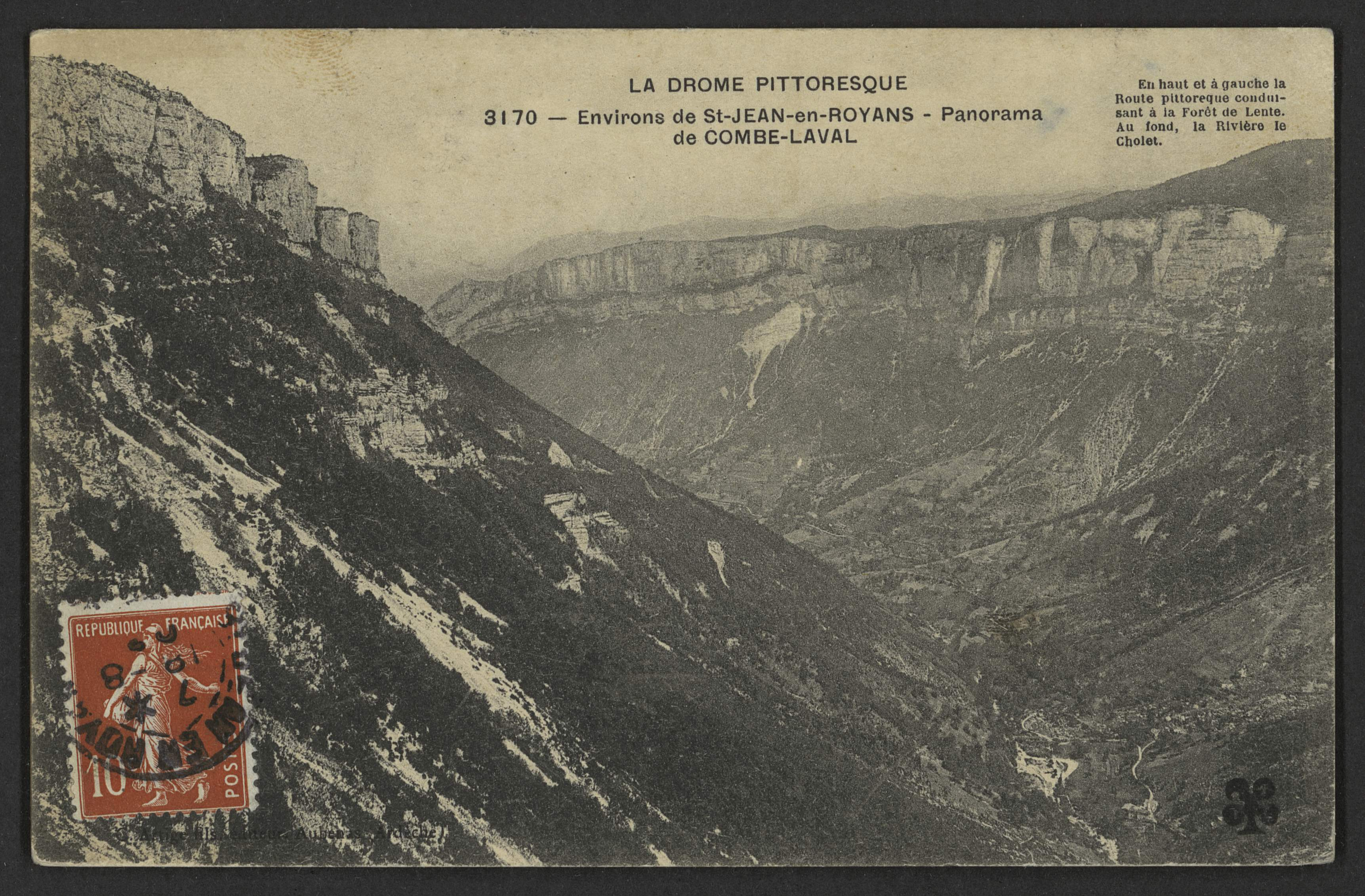
Panorama de Combe Laval.

## Politique et administration

### Liste des maires
| Période                                                                      | Période                       | Identité                             | Étiquette   | Qualité |
| ---------------------------------------------------------------------------- | ----------------------------- | ------------------------------------ | ----------- | --- |
| Les données manquantes sont à compléter. : de la Révolution au Second Empire |                               |                                      |             | |
| 1790                                                                         | 1871                          | ?                                    |             | |
| Les données manquantes sont à compléter. : depuis la fin du Second Empire    |                               |                                      |             | |
| 1871                                                                         | 1874                          | ?                                    |             | |
| 1874                                                                         | 1878                          | ?                                    |             | |
| 1878                                                                         | 1884                          | ?                                    |             | |
| 1884                                                                         | 1888                          | ?                                    |             | |
| 1888                                                                         | 1892                          | ?                                    |             | |
| 1892                                                                         | 1896                          | ?                                    |             | |
| 1896                                                                         | 1900                          | ?                                    |             | |
| 1900                                                                         | 1904                          | ?                                    |             | |
| 1904                                                                         | 1908                          | ?                                    |             | |
| ?                                                                            | ?                             | Élie Besset                          | Républicain | cafetier conseiller général de Saint-Jean-en-Royans (1907 à 1913) |
| 1908                                                                         | 1912                          | ?                                    |             | |
| 1912                                                                         | 1919                          | ?                                    |             | |
| 1919                                                                         | 1925                          | ?                                    |             | |
| 1925                                                                         | 1929                          | Albert Frédéric Chaloin              | SFIO        | industriel Conseiller général de Saint-Jean-en-Royans (1925 à 1931) |
| 1929                                                                         | 1935                          | Albert Frédéric Chaloin              |             | maire sortant |
| 1935                                                                         | 1943                          | Albert Frédéric Chaloin              |             | maire sortant révoqué par le régime de Vichy |
| 1943 (élection ?)                                                            | 1944                          | ?                                    |             | |
| 1944 (nommé)                                                                 | 1945                          | Benjamin Malossanne                  | SFIO        | instituteur puis directeur d'école conseiller général de Saint-Jean-en-Royans (1945 à 1955) vice-président de l’Association nationale des Pionniers et Combattants volontaires du Vercors                     |
| 1945                                                                         | 1965                          | Benjamin Malossanne                  | PS          | maire sortant |
| 1965                                                                         | 1983                          | Aimé Guillet                         | SFIO-PS     | |
| 1983                                                                         | 1995                          | Albert Villard                       | PS          | président du Parc Naturel Régional du Vercors |
| 1995                                                                         | 2008                          | Jacques Baudoin                      | DVD         | |
| 2008                                                                         | 2014                          | Danièle Pic                          | PS          | conseillère générale de Saint-Jean-en-Royans (1998 à 2011) |
| 2014                                                                         | 2020                          | Christian Morin                      | UMP puis LR | chef d'entreprise conseiller général de Saint-Jean-en-Royans (2011 à 2015) conseiller départemental de Vercors-Monts du Matin (depuis 2015) vice-président du conseil départemental de la Drôme (depuis 2015) |
| 2020                                                                         | En cours (au 23 février 2021) | Christian Morin[source insuffisante] |             | maire sortant |

### Rattachements administratifs et électoraux
La commune se trouve depuis 1926 dans l'arrondissement de Valence du département de la Drôme. Pour l'élection des députés, elle fait partie depuis 1988 de la troisième circonscription de la Drôme.
Elle était depuis 1801 le chef-lieu du canton de Saint-Jean-en-Royans. Dans le cadre du redécoupage cantonal de 2014 en France, la commune intègre le canton de Vercors-Monts du Matin.

#### Intercommunalité
Saint-Jean-en-Royans était le siège de la Communauté de communes Le Pays du Royans, créée en 1997.
Conformément aux dispositions de la loi NOTRe de 2015, qui prévoit l'obligation pour les établissements publics de coopération intercommunale (EPCI) à fiscalité propre de regrouper au moins 15 000 habitants ainsi que de favoriser l'accroissement de la solidarité financière et de la solidarité territoriale des intercommunalités, la CC Le Pays de Royan fusionne avec la petite communauté de communes du Vercors pour former, le 1er janvier 2017, la communauté de communes du Royans-Vercors dont Saint-Jean-en-Royans est le siège.

### Jumelages
- Câmpani (Roumanie), ville du Județ de Bihor, en Transylvanie au nord-ouest de la Roumanie.
- Roccagorga (Italie), ville de la province de Latina dans la région Latium située à 70 km au sud-est de Rome.

## Population et société

### Démographie
L'évolution du nombre d'habitants est connue à travers les recensements de la population effectués dans la commune depuis 1793. Pour les communes de moins de 10 000 habitants, une enquête de recensement portant sur toute la population est réalisée tous les cinq ans, les populations de référence des années intermédiaires étant quant à elles estimées par interpolation ou extrapolation. Pour la commune, le premier recensement exhaustif entrant dans le cadre du nouveau dispositif a été réalisé en 2008.

En 2022, la commune comptait 2 827 habitants, en évolution de −3,12 % par rapport à 2016 (Drôme : +2,64 %, France hors Mayotte : +2,11 %).
| 1793  | 1800  | 1806  | 1821  | 1831  | 1836  | 1841  | 1846  | 1851  |
| ----- | ----- | ----- | ----- | ----- | ----- | ----- | ----- | ----- |
| 2 232 | 2 008 | 2 525 | 2 555 | 2 710 | 2 541 | 2 516 | 2 629 | 2 661 |

| 1856  | 1861  | 1866  | 1872  | 1876  | 1881  | 1886  | 1891  | 1896  |
| ----- | ----- | ----- | ----- | ----- | ----- | ----- | ----- | ----- |
| 2 721 | 2 563 | 2 742 | 2 788 | 2 546 | 2 689 | 2 815 | 2 965 | 2 888 |

| 1901  | 1906  | 1911  | 1921  | 1926  | 1931  | 1936  | 1946  | 1954  |
| ----- | ----- | ----- | ----- | ----- | ----- | ----- | ----- | ----- |
| 2 959 | 2 858 | 2 800 | 2 470 | 2 769 | 2 814 | 2 649 | 2 775 | 2 705 |

| 1962  | 1968  | 1975  | 1982  | 1990  | 1999  | 2006  | 2008  | 2013  |
| ----- | ----- | ----- | ----- | ----- | ----- | ----- | ----- | ----- |
| 2 849 | 2 897 | 2 708 | 2 945 | 2 895 | 2 895 | 2 999 | 3 023 | 2 939 |

| 2018  | 2022  | - | - | - | - | - | - | - |
| ----- | ----- | - | - | - | - | - | - | - |
| 2 819 | 2 827 | - | - | - | - | - | - | - |

### Services et équipements
La commune possède une maison de retraite type « EHPAD », Établissement d'Hébergement pour Personnes Âgées Dépendantes, La Matinière, capacité de 70 lits.

### Enseignement
Saint-Jean-en-Royans dépend de l'académie de Grenoble.
La commune comporte une école maternelle et deux écoles primaires, une publique et une privée. Le collège Benjamin-Malossane de Saint-Jean-en-Royans regroupe les élèves de sept communes limitrophes.
L’école élémentaire publique Louis Pasteur se situe au cœur du village de Saint-Jean-en-Royans, et à proximité de l’école maternelle. Elle est constituée de six classes allant de la classe préparatoire (CP) au cours moyens deuxième année (CM2) et accueille tous les jours 138 élèves pour l'année 2015-2016. Les six professeurs sont titulaires, un septième enseignant remplaçant intervient deux jours par semaine afin que le directeur puisse remplir ses fonctions de directeur. Enfin, deux AVS (Auxiliaire de Vie Scolaire) viennent compléter l’équipe éducative.
L'école maternelle Marie Carpentier se trouve elle aussi au sein du village de Saint-Jean-en-Royans, tout près de l’école primaire. Cette proximité permet de mutualiser des services tels que le restaurant scolaire. Cette école accueille 103 élèves pour l'année 2015-2016 répartis à travers les quatre classes allant de la petite section (PS) à la grande section (GS). Les quatre enseignants sont titulaires et un cinquième enseignant remplaçant intervient pour la décharge de la directrice.

### Santé
- Un centre médico-social nommé La Paz[réf. nécessaire],
- quatre médecins, un orthophoniste, trois dentistes, trois cabinets infirmiers, deux kinésithérapeutes[réf. nécessaire],
- deux pharmacies[réf. nécessaire].

### Manifestations culturelles et festivités
- Fête des laboureurs (avec corso) : le 1er dimanche d'Avril [1].

### Loisirs
- Une piscine intercommunale, rénovée en juillet 2009, avec deux bassins et un toboggan en plein air. Des activités sont proposées : cours de natation, aquagym, fitness, water-polo[réf. nécessaire].
- Plusieurs boulodromes ombragés[réf. nécessaire].‌
- Pêche[1].
- Vol à voile[1].
- Randonnées[1].

### Sports
La commune dispose de deux stades (l'un en herbe et le deuxième en pelouse synthétique), d'un gymnase et de deux courts de tennis en quick[réf. nécessaire].
Clubs :
- Sporting Club Royannais[30]. Il a été fondé en 1909. Il évolue en Fédérale 1 ;
- Club de tennis le Royans Tennis Club. Il est situé en dessous de la piscine municipale[31].

### Médias
- L'Agriculture drômoise, journal d'informations agricoles et rurales couvrant l'ensemble du département de la Drôme.
- Drôme Hebdo (anciennement Peuple Libre), hebdomadaire chrétien d'informations.
- Le Dauphiné libéré est le principal quotidien régional distribuée dans la Drôme, l'Ardèche et l'Isère.

- France Bleu est la station de radio locale publique couvrant tout le département.
- Radio Royans, radio associative locale[32].

### Cultes
La communauté catholique de Saint-Jean-en-Royans et son église (propriété de la commune) est rattachée à la « Paroisse Sainte-Marie en Royans-Vercors ». Celle-ci dépend du diocèse de Valence dont elle dépend. Ce secteur géographique de la vie religieuse catholique couvre l'ensemble des communes du plateau du Vercors ainsi que du Royans.

## Économie

### Agriculture
En 1992 : pâturages (bovins, ovins), céréales, noyers (la noix du Royans), pisciculture.
- Coopérative agricole[1].
- Marché mensuel : le deuxième lundi[1] (ou tous les jeudis[réf. nécessaire]).
- Foires : le lundi des Rameaux, le 24 juin et le 28 décembre[1].
- Produits régionaux : ravioles, « noix de Grenoble », vin de noix et huile de noix[réf. nécessaire].

### Industrie
Située près de la forêt de Lente, la commune se spécialisa très tôt dans le travail du bois et de nombreuses scieries s'installèrent. Il y eut aussi des industries de laine. On produisit pendant des siècles des draps réputés, du papier et de la soie tissée[réf. nécessaire].

### Tourisme
- Syndicat d'initiative (en 1992)[1].
- Station climatique d'été de Saint-Jean et du col de la Machine[1].

## Culture locale et patrimoine

### Lieux et monuments
- Église Saint-Jean-Baptiste de Saint-Jean-en-Royans du XVIIe siècle (1684[18]) : son clocher est inscrit comme monument historique (IMH) depuis 1926[34]. Les boiseries du chœur (issues de la chartreuse de Bouvante) ont été classées au titre d'objet en 1905[35]. Les boiseries exceptionnelles ont été rachetées à l'État par la commune de Saint-Jean-en-Royans après l'expulsion des Chartreux de Bouvante en 1791[18].
- Sur le champ de Mars est érigée la maison forte de la famille d'Arsac[réf. nécessaire].
- Fontaine.
- La route[1] du cirque de Combe Laval (D 76), montant au col de la Machine (site classé[réf. nécessaire]) : la route, tracée au flanc de falaises très escarpées, surplombe le sud-ouest du village voisin de Saint-Laurent-en-Royans. Le col est à l'extrémité sud-est de la commune et à la limite de la commune voisine de Bouvante : on y trouve un petit hôtel et les points d'observation les plus exceptionnels de la reculée créée par la rivière du Cholet, frontière naturelle entre les deux communes de Saint-Jean-en-Royans et Saint-Laurent-en-Royans[réf. nécessaire].

On y découvre des surplombs vertigineux et des rochers dolomitiques.
- Sur la route de Bouvante, au sud, une chapelle orthodoxe, Notre-Dame-de-la-Dormition, à laquelle est associé un atelier d'art orthodoxe, l'atelier Saint Jean Damascène[réf. nécessaire].

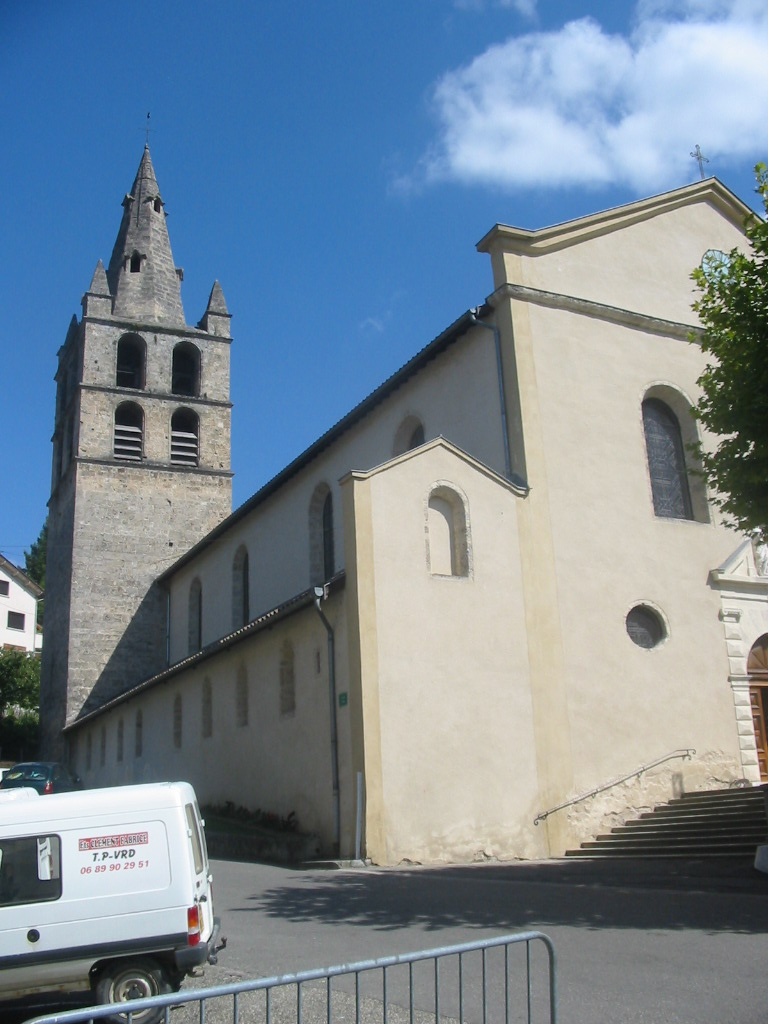
L'Église Saint-Jean (village).
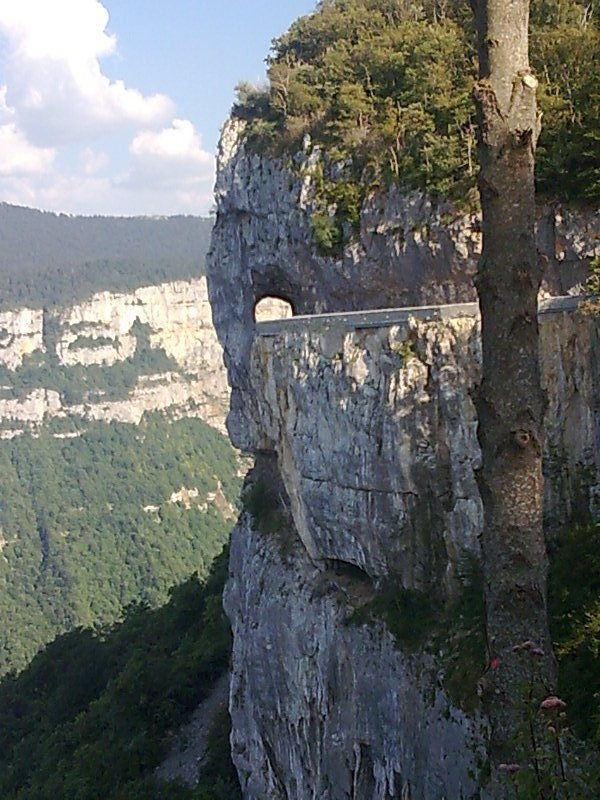
La route et les falaises de la combe Laval.
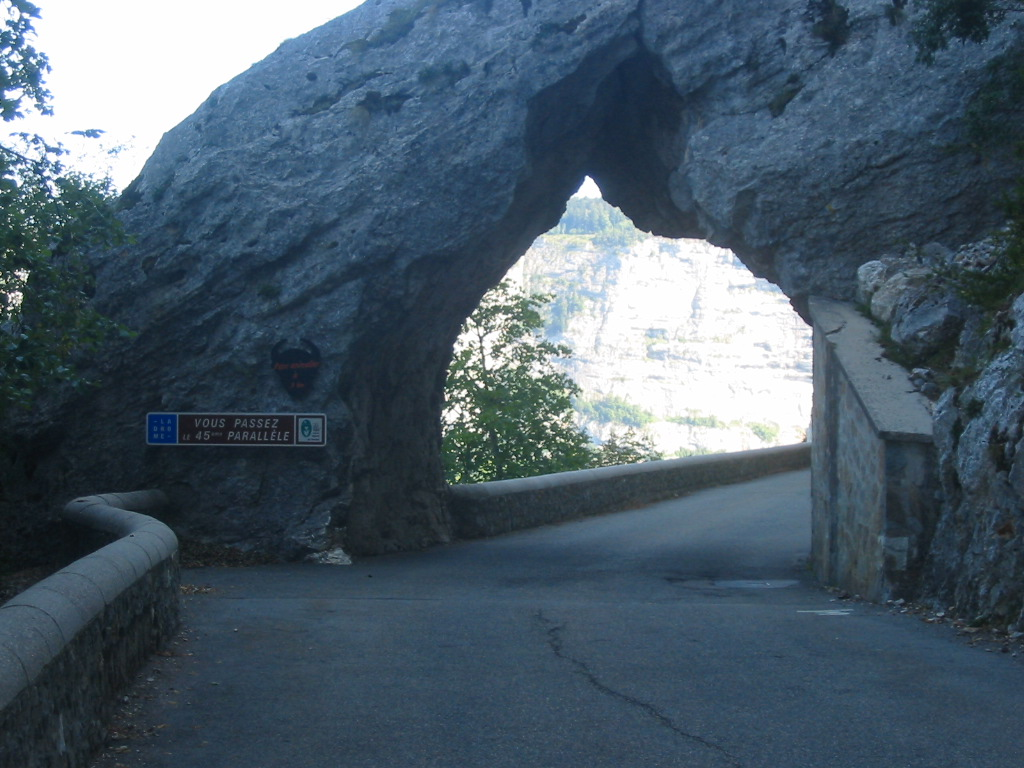
La route dans la combe Laval, au passage du 45e parallèle nord.

### Patrimoine culturel
- Artisanat du bois[1].

Un centre culturel est en construction. Le projet d'un espace culturel a été lancé par le Fonds de dotation Martine et Christian Morin afin de promouvoir la création et la diffusion. L'ouverture est prévue pour l'été 2022.

### Patrimoine naturel
- Grottes de Frochet[13].

La commune fait partie du parc naturel régional du Vercors.

### Personnalités liées à la commune
- Jean-Claude-Barthélemy Gallix (né en 1801 à Saint-Jean-en-Royans, mort en 1878) : auteur, à l'âge de seize ans, d'un ouvrage de géographie où il décrit ainsi sa commune natale : « Ici ce sont de riantes prairies, de délicieux bocages ; là, c'est une rivière qui vient baigner son délicieux territoire : d'un côté , c'est une grotte où la main de l'homme n'a jamais été employée ; de l'autre, des montagnes garnies de fruits délicieux et de forêts charmantes. Outre cela, Saint-Jean a des mécaniques en laine, des fabriques en soie, et des papeteries. »[37].
- Marie-Jeanne Barbier (née en 1944 à Saint-Jean-en-Royans) : écrivain pour la jeunesse.
- Charly Mottet (né en 1962 à Valence mais originaire de Saint-Jean-en-Royans) : coureur cycliste ex numéro 1 mondial.
- Romain Saïss (né en 1990 à Bourg-de-Péage) : footballeur professionnel franco-marocain. Il a grandi à Saint-Jean-en-Royans[38].

- Manoël Dall'igna (né le 12 mars 1985) joueur français de rugby à XV et de rugby à sept. Il a grandi à Saint-Jean-en-Royans[39].

### Héraldique
| Blason de Saint-Jean-en-Royans | Blason  | Parti : de gueules au lion d'or et d'un coupé d'argent à l'aigle de gueules et d'un bandé d'or et d'azur. |
| Blason de Saint-Jean-en-Royans | Détails | Le statut officiel du blason reste à déterminer.                                                          |